# Microperoryctes
Microperoryctes is een geslacht van buideldassen dat voorkomt in de bergen van Nieuw-Guinea, op minstens 1000 m hoogte. De wetenschappelijke naam van het geslacht werd in 1932 gepubliceerd door Georg Stein. Dit geslacht is verwant aan Echymipera en de Cerambuideldas, waarmee het de onderfamilie Echymiperinae vormt.

## Kenmerken
Microperoryctes omvat kleine buideldassen (M. aplini is de kleinste buideldas ter wereld) met relatief lange staarten, waar vaak een witte punt aan zit. De vacht is hard, maar niet, zoals bij Echymipera, stekelig. De kop-romplengte bedraagt 142 tot 303 mm en het gewicht 145 tot 670 g (voor M. aplini en M. murina, die allebei waarschijnlijk nog geen 100 g wegen, is geen gewicht gepubliceerd).

## Soorten
Er is lang gedacht dat dit geslacht alleen M. murina omvatte; M. longicauda en M. papuensis werden tot 1990 tot Peroryctes gerekend (M. aplini was toen nog niet ontdekt, en M. ornata werd nog als een deel van M. longicauda gezien). Tegenwoordig wordt M. murina alleen in het ondergeslacht Microperoryctes geplaatst, terwijl de andere soorten het ondergeslacht Ornoryctes Tate & Archbold, 1937 vormen. Het geslacht omvat de volgende soorten:
- Microperoryctes aplini Helgen & Flannery, 2004 (komt voor op het Vogelkopschiereiland)
- Microperoryctes longicauda (Peters & Doria, 1876) – Langstaartbuideldas (komt voor in de bergen van Nieuw-Guinea oostelijk tot de Star Mountains)
- Microperoryctes murina Stein, 1932 – Kleine buideldas (komt voor in de Weyland Range)
- Microperoryctes ornata (Thomas, 1904) (komt voor in de bergen van Nieuw-Guinea westelijk van de Star Mountains)
- Microperoryctes papuensis (Laurie, 1952) (komt voor in Zuidoost-Nieuw-Guinea)